# Stafrænn Hákon
Stafrænn Hákon ([ˈstafraitn̥ ˈhaːukɔn], digitala Håkan) är ett musikaliskt projekt signerat Ólafur Josephsson, Reykjavik, Island. Ólaf har givit ut musik under namnet Stafrænn Hákon sedan 1999, och har sedan dess, i olika konstellationer, gett ut nio fullängdsalbum och en rad EP.

## Diskografi

### Fullängdsalbum
- Eignast Jeppa (2001)
- Í ástandi rjúpunnar (2002)
- Skvettir edik á ref (2003)
- Ventill / Poki (2004)
- Gummi (2007)
- Sanitas (2010)
- Prammi (2012)
- Kælir Varðhund (cassette/digital) (2014)
- Eternal Horse (2015)

### EP
- 7" Split on Awkward Silence W/ Emery Reel (2004)
- Tour EP W/ Dialect (2004)
- Glussi Christmas 7" (2004)
- Sprengir Ílát EP (2006)
- Kobbi EP (2007)
- Echange:2 Collaboration with Void's Anatomy (2009)
- Apron EP (2010)
- Glussajól (2010)

## Medlemmar
- Ólafur Josephsson, gitarr
- Árni Þór Árnason, bas
- Lárus Sigurðsson, gitarr
- Magnús Freyr Gíslason, gitarr och sång
- Róbert Már Runólfsson, trummor